# Michael Muller (acteur)
Michael Muller (Rotterdam, 4 augustus 1990) is een Nederlandse acteur.
Michael Muller studeerde in 2018 af aan de Toneelschool Arnhem. Hij speelde onder andere in de films 170 Hz, GILLES en Wentelteefje.170 Hz werd bekroond met een Gouden Kalf Publieksprijs voor ‘Beste Film’. In 2022 is hij te zien in de nieuwe Netflix serie Dirty Lines.
In het theater was hij te zien bij Toneelgroep Oostpool in Romeo en Julia van Marcus Azzini en in Normale Gewone Mensen van Olivier Diepenhorst, met wie hij al eerder samenwerkte aan de voorstelling Decadence. Hij studeerde af aan de toneelschool met de voorstelling De Lange Nasleep Van Een Korte Mededeling, geregisseerd door Maria Kraakman. Verder speelde hij in verschillende voorstellingen bij Theater Rotterdam, Frascati, DOX, Theater Sonnevanck en De Tekstsmederij. In seizoen 2021-2022 is hij te zien in de Toneelschuur producties Kasimir & Karoline van Nina Spijkers en Het Leven Zelf van Loek de Bakker.
Hij begon zijn carrière al op jonge leeftijd bij het Jeugdtheater Hofplein en speelde daarnaast in verschillende theaterproducties als Elisabeth, Kunt u mij de weg naar Hamelen vertellen, meneer? en Pietje Bell. Later tourde hij het land door met André van Duin en speelde in verschillende voorstellingen van het M-Lab; Urinetown, The Wild Party en Ja Zanna, Nee Zanna (Zanna Don't). Urinetown werd bekroond met de John Kraaijkamp Award voor ‘Beste Kleine Productie’. Verder speelde hij in de Russische korte film Progulka van Vladimir Epivantsef en in de film Wentelteefje van filmmaker Florence Bouvy.
Naast acteren is Muller ook theatermaker. In samenwerking met Ziarah Janssen maakte en speelde hij in de voorstellingen Neem Jij Applaus? (M-Lab), Ella (Over ‘t IJ Festival) en AAN (Georgies Wundergarten)

## Privé
Muller heeft sinds 2010 - met een onderbreking in 2012 - een relatie met Jamai Loman.

## Filmografie

### Film
- 170 Hz (2012) - Joost van Ginkel
- Progulka (2012) - Vladimir Epifantsev
- Lights (2014) - Milan Suring
- GILLES (2016) - Jordi Wijnalda
- Wentelteefje (2016) - Florence Bouvy
- Buiten is het Feest (2020) - Jelle Nesna
- Het Smelt (2020) - Janna Grosfeld
- After a Room (2021) - Naomi Pacifique
- Wheelie (2025) - Isis Cabolet

### Televisie
- Bad Influencer (2019)
- Dirty Lines (2022) - Pieter Bart Korthuis, Anna van der Heide, Tomas Kaan

## Theater
- Elisabeth (2001) - Eddy Habbema
- Kunt u mij de weg naar Hamelen vertellen, meneer? (2004-2005) - Koen van Dijk
- Pietje Bell (2005-2006) - Arnold Hemmel
- Andre van Duin's Nieuwe Revue (2008-2009) - Guus Verstraete
- Urinetown (2009) - Jurriaan van Dongen
- The Wild Party (2011) - Koen van Dijk
- Ja Zanna, Nee Zanna (2012) - Sieta Keizer
- Lugen und andere Wahrheiten (2013) - Be von Mark
- I Have A Dream (2013-2014) - Marjan Barlage
- Onze laatste 15 minuten… (2014) - Willemijn Zevenhuizen
- The Squad (2015) - Nina Spijkers
- Decadence (2016)  - Olivier Diepenhorst
- Normale Gewone Mensen (2017) - Olivier Diepenhorst
- Romeo en Julia (2018) - Marcus Azzini
- Tien Geboden (2018) - Lynn Schutter
- De Lange Nasleep Van Een Korte Mededeling (2018) - Maria Kraakman
- Lev (2019) - Flora Verbrugge
- Eenzame Meisjes (2019) - Silke van Kamp
- Alles is Bedacht (2019) - Ilke Paddenburg
- HAAT (2020) - Silke van Kamp
- Kasmir & Karoline (2021) - Nina Spijkers
- Het leven zelf (2022) - Loek de Bakker